# Condado de Charlton
O Condado de Charlton é um dos 159 condados do Estado americano de Geórgia. A sede do condado é Folkston, e sua maior cidade é Folkston. O condado possui uma área de 2 028 km², uma população de 10 282 habitantes, e uma densidade populacional de 5 hab/km² (segundo o censo nacional de 2000). O condado foi fundado em 18 de fevereiro de 1854.